# نادي الفتح موسم 2016–17
شاركَ نادي الفتح في دوري المحترفين السعودي 2017–18 حيثُ خاض 26 مباراةً نجحَ خلالها في حصدِ 29 نقطة وهو ما مكّنه من احتلال المركز الثامن خلفَ نادي التعاون الذي حلَّ سابعًا برصيدِ 31 نقطة.

## نظرة عامّة
| المنافسة       | أول مباراة       | آخر مباراة        | الدور الافتتاحي | المركز النهائي | السجل | السجل | السجل | السجل | السجل | السجل | السجل | السجل   |
| المنافسة       | أول مباراة       | آخر مباراة        | الدور الافتتاحي | المركز النهائي | لعب   | ف     | ت     | خ     | له    | عليه  | ف.أ.  | الفوز % |
| -------------- | ---------------- | ----------------- | --------------- | -------------- | ----- | ----- | ----- | ----- | ----- | ----- | ----- | ------- |
| دوري المحترفين | 12 آب/أغسطس 2016 | 04 أيار/مايو 2017 | الجولة الأولى   | المركز الثامن  | 26    | 7     | 8     | 11    | 33    | 39    | −6    | 026٫92  |
| كأس الملك      | –                | –                 | –               | –              | 0     | 0     | 0     | 0     | 0     | 0     | +0    | —       |
| المجموع        | المجموع          | المجموع           | المجموع         | المجموع        | 26    | 7     | 8     | 11    | 33    | 39    | −6    | 026٫92  |

المصدر: المنافسات

### حصيلة النتائج
| الفريق ╲ الجولة | 1 | 2 | 3 | 4 | 5 | 6 | 7 | 8 | 9 | 10 | 11 | 12 | 13 | 14 | 15 | 16 | 17 | 18 | 19 | 20 | 21 | 22 | 23 | 24 | 25 | 26 |
| --------------- | - | - | - | - | - | - | - | - | - | -- | -- | -- | -- | -- | -- | -- | -- | -- | -- | -- | -- | -- | -- | -- | -- | -- |
| نادي الفتح      | L | L | D | L | D | D | L | L | D | D  | W  | L  | L  | L  | L  | W  | W  | D  | L  | D  | L  | W  | W  | W  | D  | W  |

## التشكيلة
ملاحظة: تشير الأعلام إلى المنتخب الوطني على النحو المحدد في قواعد الأهلية للفيفا. قد يحمل اللاعبون أكثر من جنسية واحدة غير تابعة للفيفا.
| الرقم | البلد    | المركز | اللاعب           |
| ----- | -------- | ------ | ---------------- |
| 1     | السعودية | حارس   | حبيب الوطيان     |
| 2     | السعودية | مدافع  | عبد الله الدوسري |
| 4     | السعودية | وسط    | محمد أبو سبعان   |
| 5     | البرازيل | مدافع  | جواو غويلهيرم    |
| 7     | السعودية | مهاجم  | حمدان الحمدان    |
| 9     | البرازيل | مهاجم  | ناثان جونيور     |
| 10    | البرتغال | مهاجم  | أكرا             |
| 11    | السعودية | مهاجم  | حمد الجهيم       |
| 14    | السعودية | وسط    | محمد الفهيد      |

ملاحظة: تشير الأعلام إلى المنتخب الوطني على النحو المحدد في قواعد الأهلية للفيفا. قد يحمل اللاعبون أكثر من جنسية واحدة غير تابعة للفيفا.
| الرقم | البلد    | المركز | اللاعب           |
| ----- | -------- | ------ | ---------------- |
| 15    | السعودية | وسط    | أحمد المبارك     |
| 25    | السعودية | مهاجم  | توفيق بو حيمد    |
| 30    | السعودية | وسط    | عبد الله دوشي    |
| 33    | السعودية | مدافع  | علي البليهي      |
| 66    | السعودية | مدافع  | ماجد المرشدي     |
| 87    | السعودية | مدافع  | حسين الخليف      |
| 88    | السعودية | مدافع  | ماجد هزازي       |
| 99    | السعودية | مهاجم  | عبد الله البلادي |

## دوري المحترفين

### معلومات عامّة
بداية الموسم
كانت بدايةُ موسم 2016–17 متعثرة للغاية لنادي الفتح، حيث لم ينجح في عشر مبارياتٍ كاملة خاضها في إطار دوري المحترفين في تحقيقِ أيّ فوزٍ بل تعادل خمس مراتٍ وخسر مثلها.
بدأ الفتح موسمه الجديد بشكل سيئ حيثُ سقط في الجولة الأولى بأربعة أهدافٍ مقابل واحد أمام النصر في العاصمة الرياض ثم سقطَ في الجولة الثانيّة على أرضيّه ميدانه أمام الأهلي بهدفٍ نظيفٍ وقّعهُ معتز هوساوي في الدقيقة الحادية عشر. حاول الفتح التدارك في الجولة الثالثة حينما حلَّ ضيفًا ثقيلًا على الفيصلي في المجمعة فعاد بنقطةٍ هي الأولى له في الدوري بعد تعادلٍ من دون أهداف. غادر بعدها الفريق الأحساوي صوبَ بريدة من أجل ملاقاة الرائد وهناك سقطَ بـ 3 – 2 قبل أن يُحقّق تعادلًا على ميدانه أمام الاتفاق جامعًا بذلك نقطتين فقط من أصل 15 ممكنة في الجولات الخمس الافتتاحيّة.

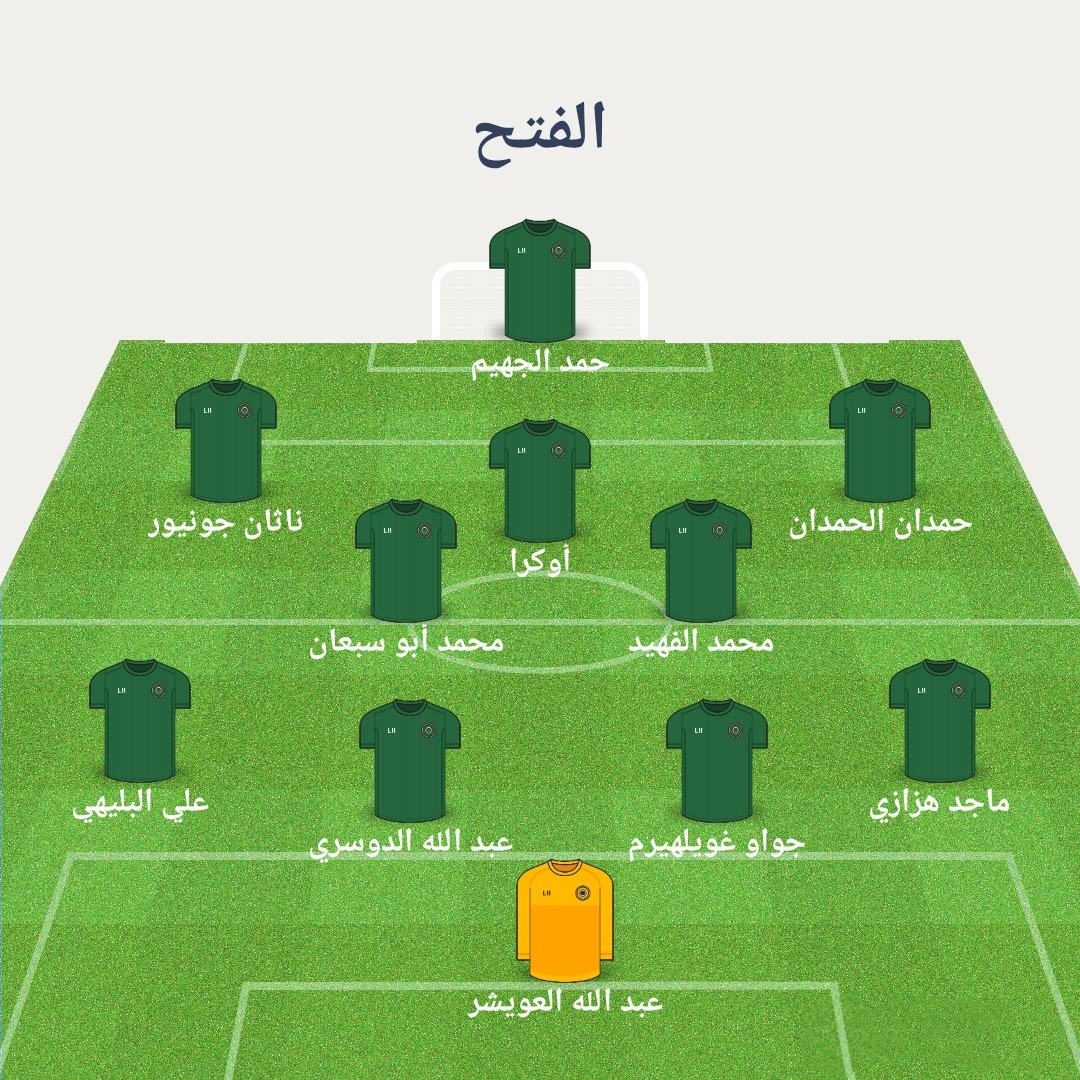
التشكيلة التي خاض بها نادي الفتح المباراة الافتتاحيّة في الدوري أمام النصر والتي خسرها بـ 4 مقابل 1.

نجحَ الفتح في الجولة السادسة في العودة بنقطة ثمنية من ميدان التعاون حينما تعادل معه من دون أهداف، لكنّه انقاد في الجولة المواليّة لخسارة بثنائيّة أمام الشباب في الرياض وكان قاب قوسين أو أدنى من تحقيقِ تعادلٍ مهمٍّ في الجولة الثامنة أمام الهلال لولا هدف المهاجم البرازيلي ليو بوناتيني في الدقيقة التاسعة والثمانين من عمرِ المباراة. واصل الفتح تضييعه للنقاط بغرابة حينما تعادل في الجولة التاسعة معَ القادسية، ثم تعادل أيضًا مع الباطن في الجولة العاشرة من الدوري.
حصد الفتح 5 نقاطٍ فقط من أصل 30 ممكنة وهو ما أزَّم من وضعيته مع فرق آخر الترتيب.
منتصف الموسم
بدأ الفتحُ منتصف موسمه بدايّة قويّة حيثُ حقّق أول فوزٍ له في الدوري بعد سلسلة من النتائج السلبيّة. الانتصار الأول جاء في الجولة الحادية عشر (الثالث من كانون الأول/ديسمبر 2016) على الوحدة بـ 4 – 2، لكنّه سرعان ما عاد لدوامة النتائج السلبيّة حينما خسرَ أربع مبارياتٍ على التوالي. استفاقَ الفتح في الجولة السادسة عشر فنجحَ في تحقيقِ فوزٍ هو الثاني له في الدوري على الفيصلي بهدفٍ نظيفٍ سجّله المهاجم السعودي حمدان الحمدان، ثم تلاهُ انتصارٌ آخرٌ على الرائد في الأحساء بثلاثة أهداف مقابل واحد قبل أن يعود بنقطة ثمينة أخرى من ميدان الاتفاق حينما تعادل معه في الدمام بهدفين لمثلهما.
توقّفت مسيرة الفتح من النتائج الإيجابيّة (ما بين انتصارات وتعادلات) في الجولة التاسعة عشر حينما سقطَ على ملعبهِ أمام التعاون بهدفين نظيفين، ثم تعادلَ مع الشباب بهدف لمثله على أرضيّة ملعبه كذلك. أنهى الفتح النصف الثاني من الدوري بشكل أفضل ولو قليلًا من نصفه الأوّل حيثُ نجحَ في تحقيق الفوز في ثلاث مناسبات ثمَ تعادل في مناسبتين لكنّه سقط في خمسة ليجمع بذلك 11 نقطة بالإضافةِ إلى النقاط الخمسة التي جمعها في الجولات العشر الأولى واصلًا بذلك إلى النقطة 16 التي مكّنته ولو بشكلٍ نسبي من الهروبِ من مراكز الخطر.
نهاية الموسم

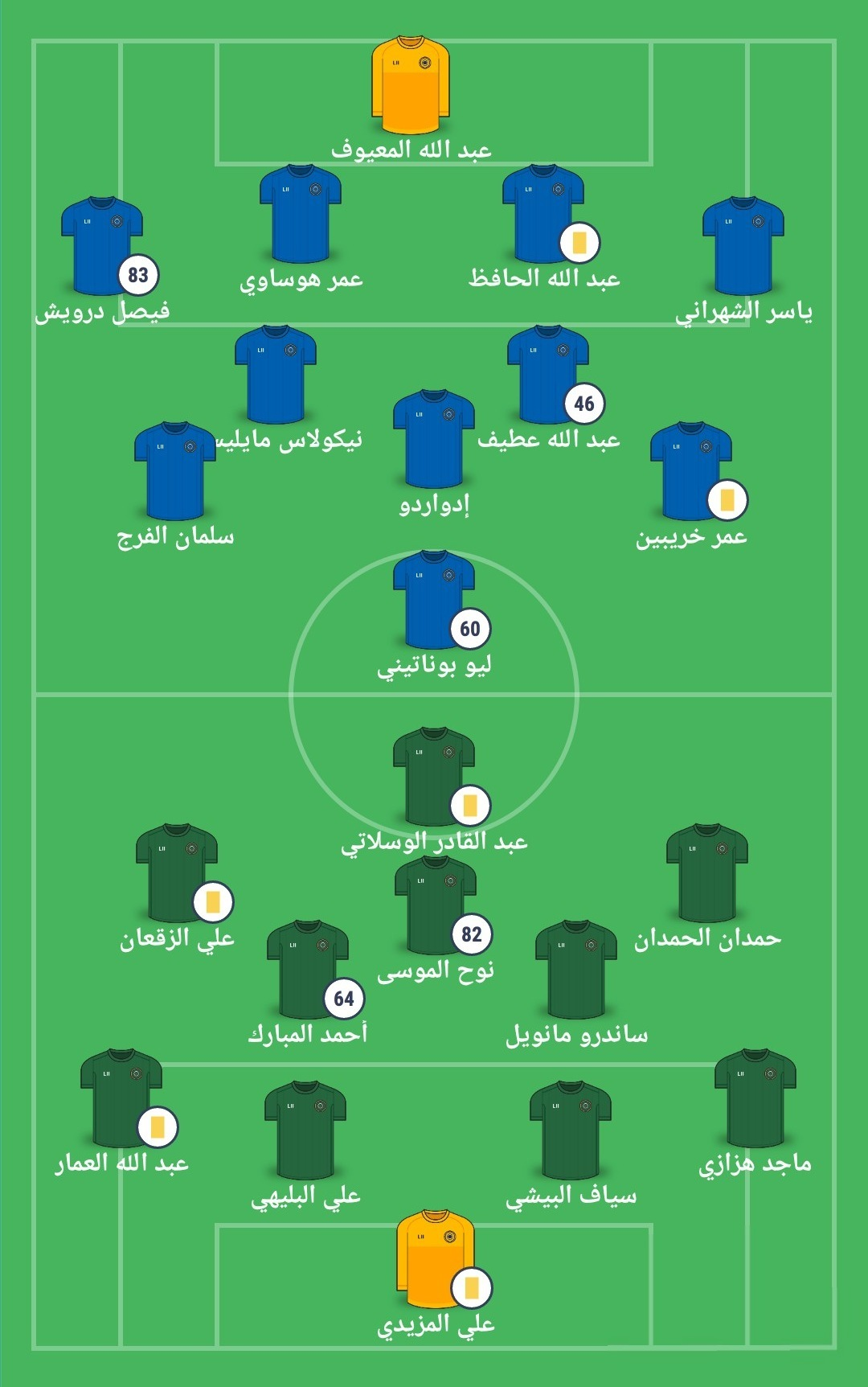
ملخص للمباراة التي جمعت بين نادي الهلال ونظيرهِ الفتح في التاسع من آذار/مارس 2017 في إطار مباريات الجولة الواحدة والعشرين من دوري المحترفين السعودي

انتفضَ الفتح في الجولات الستّ الأخيرة من الدوري، فمعَ أنّه خسر الجولة الحادية والعشرين أمام الهلال بهدفٍ نظيفٍ سجّله ياسر القحطاني في الوقت بدل بدل الضائع إلّا أن ذلك لم يؤثّر عليهِ كثيرًا، حيثُ سرعان ما تدارك الأمر في الجولة المواليّة حينما انتصر على القادسيّة في ميدانه بهدفين مقابل واحد، ثم حقّق انتصارًا هو الثاني على التوالي أمام الباطن، أتبعها انتصارٌ ثالثٌ على الوحدة بـ 2 – 1. توقّف مسلسل انتصارات الفريق في الجولة ما قبل الأخيرة حينما سقطَ في فخّ التعادل أمام نادي الخليج، لكنّه تدارك الأمر في الجولة الأخيرة فسحقَ الاتحاد بـ 4 – 1.
نجحَ الفتح في مبارياته الستّ الأخيرة في تحقيقِ نتائج جيّدة، حيثُ انتصر في أربع وتعادل في واحدة كما خسر واحدة فقط وهو ما مكّنه من حصدِ 13 نقطة إضافيّة رفعت رصيدهُ الإجمالي إلى 29 نقطة مُحتلَّا بذلك المركز الثامن في الترتيبِ النهائي للدوري الذي فازَ به الهلال بفارق 11 نقطة كاملة عن وصيفهِ الأهلي.

### قائمة المباريات
جدول الترتيب
بعد 26 مباراة خاضها، نجحَ نادي الفتح في احتلال المركز الثامن في جدول ترتيب الدوري وذلك بعد فوزهِ في 7 مباريات وتعادله في 8 وخسارته في 11 مقابلة. مكّنت هذه النتائج النادي الأحسائي من جمعِ 29 نقطة بفارقِ نقطتين فقط عن نادي التعاون صاحب المركز السابع، فيما حلَّ خلف نادي الفتح نادي الفيصلي الذي جاء تاسعًا بـ 28 نقطة بفارق نقطة واحدة عن الفتح، وجمع الأول ذاك العدد من النقاط من خلال فوزه في 6 مبارياتٍ فقط وتعادله في 10 ومثلها من الهزائم.
قائمة المباريات
هذه قائمةٌ بمباريات نادي الفتح موسم 2016–17 في دوري المحترفين السعودي:
| 12 أغسطس 2016 1 | النصر                                                                   | 4 – 1 | الفتح                                                                        | الرياض                        |
| 18:05           | 33' ربيع سفياني · 41' محمد أبو سبعان · 61' عمر هوساوي · 81' علي شراحيلي |       | 10' محمد الفهيد · 22' علي البليهي · 80' ناثان دي كارفالو · 86' توفيق بو حيمد | الملعب: ملعب الملك فهد الدولي |

| 20 أغسطس 2016 2 | الفتح                             | 0 – 1 | الأهلي                           | الأحساء                              |
| 18:05           | 38' محمد الفهيد · 73' علي البليهي |       | 11' معتز هوساوي · 67' عمر السومة | الملعب: ملعب الأمير عبد الله بن جلوي |

| 17 سبتمبر 2016 3 | الفيصلي                                | 0 – 0 | الفتح              | المجمعة                        |
| 15:40            | 75' نادر المولد · 90' عبد الله المطيري |       | 36' محمد أبو سبعان | الملعب: مدينة المجمعة الرياضية |

| 22 سبتمبر 2016 4 | الرائد                                                       | 3 – 2 | الفتح                                                   | بريدة                                 |
| 15:40            | 37' أدريانو ألفيس · 45²' سلطان السوادي · 53' إسماعيل بانغورا |       | 57' عبد الله الدوسري · 60' لويس ليال · 74' ناثان جونيور | الملعب: مدينة الملك عبد الله الرياضية |

| 14 سبتمبر 2016 5 | الفتح             | 0 – 0 | الاتفاق | الأحساء                              |
| 14:55            | 35' توفيق بو حيمد |       |         | الملعب: ملعب الأمير عبد الله بن جلوي |

| 20 سبتمبر 2016 6 | التعاون        | 0 – 0 | الفتح                               | بريدة                                 |
| 15:10            | 57' أحمد الزين |       | 40' حمدان الحمدان · 69' محمد الفهيد | الملعب: مدينة الملك عبد الله الرياضية |

| 29 سبتمبر 2016 7 | الشباب                                                                          | 2 – 0 | الفتح            | الرياض                          |
| 15:10            | 28' عبد الوهاب جعفر · 52' عبد الله الفهد · 77' هيربرت فيرنانديز · 90' حسن فلاتة |       | 21' رياض شراحيلي | الملعب: ملعب الأمير فيصل بن فهد |

| 05 نوفمبر 2016 8 | الفتح                                                         | 0 – 1 | الهلال | الأحساء                              |
| 16:00            | 20' نوح الموسى · 50' توفيق بو حيمد · 87' عبد العزيز أبو شقراء |       |        | الملعب: ملعب الأمير عبد الله بن جلوي |

| 18 نوفمبر 2016 9 | الفتح                                                | 1 – 1 | القادسية         | الأحساء                              |
| 13:35            | 8' توفيق بو حيمد · 38' ناثان جونيو · 82' محمد الفهيد |       | 69' أحمد النزيرة | الملعب: ملعب الأمير عبد الله بن جلوي |

| 25 نوفمبر 2016 10 | الباطن                                    | 1 – 1 | الفتح                                               | حفر الباطن               |
| 13:40             | 53' سلطان غنام المطيري · 59' مهنا العنيزي |       | 46' حمدان الحمدان · 53' ماجد هزازي · 89' ماجد هزازي | الملعب: ملعب نادي الباطن |

| 03 ديسمبر 2016 11 | الفتح                                                                            | 4 – 2 | الوحدة | الأحساء                              |
| 10:45             | 9' لويس ليال · 65' علي البليهي · 75' ناثان جونيور · 77' أوكرا · 83' ناثان جونيور |       | 22' ياسر الفهمي · 33' عبد الله الشامخ · 55' مختار فلاته · 57' معتز الموسى · 68' مهند الفارسي · 82' أدولفو ليما | الملعب: ملعب الأمير عبد الله بن جلوي |

| 10 ديسمبر 2016 12 | الفتح | 2 – 4 | الخليج | الأحساء                              |
| 10:55             | 27' أوكرا · 34' علي البليهي · 62' أوكرا · 67' حمد الحمد · 67' حمد الحمد · 75' عبد الله العشير · 82' حمد الجهيم · 89' حمد الجهيم |       | 36' جاندسون · 36' شافي الدوسري · 38' فرانكوا · 50' شافي الدوسري · 57' عبد الله البخاري · 71' علي لاجامي · 77' علي لاجامي · 85' عبد الله السالم · 90³' علي لاجامي 90³' محمد المطوع | الملعب: ملعب الأمير عبد الله بن جلوي |

| 17 ديسمبر 2016 13 | الاتحاد                                                                                                  | 3 – 2 | الفتح                                                      | جدة                                   |
| 14:25             | 11' محمود كهربا · 38' عوض خريص · 45' أحمد عسيري · 65' فهد الأنصاري · 90' أحمد عسيري · 90³' أحمد العكايشي |       | 6' أوكرا · 12' محمد الفهيد · 20' أوكرا · 63' توفيق بو حيمد | الملعب: مدينة الملك عبد الله الرياضية |

| 21 ديسمبر 2016 14 | الفتح                                                    | 1 – 2 | النصر                                                                                         | الأحساء                              |
| 15:45             | 13' ناثان جونيور · 60' علي البليهي · 83' عبد الله العشير |       | 45²' علي الشراحيلي · 49' خالد الغامدي · 53' سامي الناجي · 60' يحيى الشهري · 83' مارين توماسوف | الملعب: ملعب الأمير عبد الله بن جلوي |

| 31 ديسمبر 2016 15 | الأهلي                                          | 2 – 0 | الفتح | جدة                                   |
| 15:50             | 45²' أمير كردي · 84' علي عواجي · 90³' علي عواجي |       |       | الملعب: مدينة الملك عبد الله الرياضية |

| 27 يناير 2017 16 | الفتح                              | 1 – 0 | الفيصلي                                                   | الأحساء                              |
| 14:05            | 7' حمدان الحمدان · 57' علي البليهي |       | 45³' محمد مجرشي · 86' عبد الله المطيري · 90³' وسام السويد | الملعب: ملعب الأمير عبد الله بن جلوي |

| 01 فبراير 2017 17 | الفتح                                                                    | 3 – 1 | الرائد                                 | الأحساء                              |
| 14:05             | 54' توفيق بو حيمد · 75' حمدان الحمدان · 80' علي الزقعان · 86' حمد الجهيم |       | 82' إسماعيل بانغورا · 90²' صالح الشهري | الملعب: ملعب الأمير عبد الله بن جلوي |

| 11 فبراير 2017 18 | الاتفاق                                                               | 2 – 2 | الفتح                             | الدمام                          |
| 14:10             | 48' يوسف السالم · 52' خوانمي كاييخون · 67' أمينو بابا · 88' يحيى عتين |       | 39' أوكرا · 90²' عبد الله البلادي | الملعب: ملعب الأمير محمد بن فهد |

| 16 فبراير 2017 19 | الفتح                              | 0 – 2 | التعاون                                                                          | الأحساء                              |
| 14:15             | 28' ماجد هزازي · 87' توفيق بو حيمد |       | 77' عبد الله حايف الشمري · 85' الحسن ندياي · 85' عبد الله كنو · 90³' جهاد الحسين | الملعب: ملعب الأمير عبد الله بن جلوي |

| 04 مارس 2017 20 | الفتح                                 | 1 – 1 | الشباب                                                                                               | الأحساء                              |
| 14:25           | 31' توفيق بو حيمد · 62' توفيق بو حيمد |       | 27' محمد بن يطو · 34' عبد المجيد الصليهم · 54' حسن رغفاوي · 62' عبد الوهاب جعفر · 85' عبد الله الفهد | الملعب: ملعب الأمير عبد الله بن جلوي |

| 09 مارس 2017 21 | الهلال                                                    | 1 – 0 | الفتح                                                                              | الرياض                         |
| 16:35           | 66' عبد الله الحافظ · 82' عمر خريبين · 90³' ياسر القحطاني |       | 36' علي الزقعان · 58' عبد القادر الوسلاتي · 61' عبد الله العمار · 90³' علي المزيدي | الملعب: استاد جامعة الملك سعود |

| 06 أبريل 2017 22 | القادسية                                     | 1 – 2 | الفتح                                               | الخبر                                      |
| 15:40            | 49' حسن جعفري · 56' إلتون · 69' ياسين برناوي |       | 19' نوح الموسى · 24' توفيق بو حيمد · 88' حمد الجهيم | الملعب: مدينة الأمير سعود بن جلوي الرياضية |

| 15 أبريل 2017 23 | الفتح | 3 – 2 | الباطن                                                                             | الأحساء                              |
| 15:45            | 32' عبد القادر الوسلاتي · 45²' عبد الله العمار · 60' حمدان الحمدان · 76' عبد القادر الوسلاتي · 88' توفيق بو حيمد · 90²' علي البليهي |       | 31' جورج · 54' سلطان غنيمان المطيري · 59' جوناثان · 80' مزيد العنيزي · 87' جوناثان | الملعب: ملعب الأمير عبد الله بن جلوي |

| 20 أبريل 2017 24 | الوحدة                                                               | 1 – 2 | الفتح                                                                                        | جدة                           |
| 17:45            | 45²' حاتم بلال · 47' مختار فلاته · 57' عصام القرني · 69' مختار فلاته |       | 42' نوح الموسى · 44' سياف البيشي · 67' عبد الله العشير · 81' حمد الجهيم · 90³' ساندرو مانويل | الملعب: ملعب الملك عبد العزيز |

| 29 أبريل 2017 25 | الخليج                                                             | 1 – 1 | الفتح                                                                | سيهات                    |
| 17:50            | 9' سلمان هزازي · 39' جاندسون · 80' جاندسون · 90³' عبد الله البخاري |       | 43' عبد القادر الوسلاتي · 45²' عبد القادر الوسلاتي · 58' محمد الفهيد | الملعب: ملعب نادي الخليج |

| 04 مايو 2017 26 | الفتح | 4 – 1 | الاتحاد                                                   | الأحساء                              |
| 17:50           | 11' نوح الموسى · 14' حمد الجهيم · 32' ساندرو مانويل · 41' توفيق بو حيمد · 66' علي البليهي · 74' لمجد الشهودي · 90²' لمجد الشهودي |       | 45²' كارلوس فيلانويفا · 62' عمار النجار · 87' عمر المزيعل | الملعب: ملعب الأمير عبد الله بن جلوي |

### إحصائيات
- سجّل الفتح 33 هدفًا (بمعدل 1.26 في كلّ مباراة) بينما تلقّت شباكه 39 هدفًا (بمعدل هدف ونصف في كل مباراة).
  - سجّل الفتح 20 هدفًا في المباريات التي خاضها على أرضيّة ملعبه بينما تلقَّى 18 هدفًا.
  - سجّل الفتح 13 هدفًا خارج دياره وتلقَّى في مقابل ذلك 21 هدفًا.
- خسر الفتح أربع مباريات على التوالي وحصل ذلك من الجولة الثانيّة عشر حتى الجولة الخامسة عشر.
  - فاز الفتح في ثلاث مباريات متتاليّة وجاء ذلك في الجولة الثانية والعشرين، الثالثة والعشرين ثمّ الرابعة والعشرين.
- أكبر انتصارٍ حقّقه نادي الفتح في الموسم الكرويّ 2016–17 كان على حسابِ نادي الاتحاد بـ 4 – 1 في الجولة الأخيرة من الدوري.
  - أكبر خسارة تعرّض لها الفتح في الدوري كانت في الجولة الأولى حينما اكتُسح من قِبل النصر بأربعة أهداف مقابل واحد.